# رافائل روسو
رافائل روسو (انگلیسی: Raffaele Russo؛ زادهٔ ۲۵ فوریهٔ ۱۹۹۹) بازیکن فوتبال است.
از باشگاه‌هایی که در آن بازی کرده است می‌توان به باشگاه فوتبال پرو ورچلی اشاره کرد.